# Кент (окръг, Роуд Айланд)
Вижте пояснителната страница за други населени места с името Кент.
Окръг Кент (на английски: Kent County) е окръг в щата Род Айлънд, Съединени американски щати. Площта му е 487 km², а населението – 164 614 души (2016). Няма административен център.